# Gitár
| „                                  | Egyetlen büszkeségem az a merész és fáradhatatlan próbálkozás, hogy a gitár titokzatos szépségét megmutassam, és számára a világ szeretetét nyerjem meg. | ” |
| – Andrés Segovia önéletrajza, 1967 | |   |

A gitár (nemzetközi szó a spanyol guitarra-ból, ez pedig – arab közvetítéssel – a görög kitharából) a húros hangszerek, ezen belül a pengetős hangszerek csoportjába tartozó hangszer. Megszólaltatása pengetővel, illetve ujjal történik. Általában hat húrja van, ezek hangolása E-A-d-g-h-e'. Mint láthatjuk, a húrok nagy része kvart távolságra van egymástól, kivétel a g-h, ez nagyterc; így a gitáros több mint három oktáv hangterjedelem fölött rendelkezik.
A gitár kivitele szerint lehet klasszikus, akusztikus, elektromos vagy elektro-akusztikus. A gitár napjainkra hihetetlen népszerűségre tett szert. Szinte minden zenei stílusban képviselteti magát valamilyen formában. Ez leginkább sokoldalúságának köszönhető, hiszen az egyes gitárok típusuktól és zenei stílustól függően betölthetnek szólista szerepet, de megállják helyüket a ritmusszekcióban is. Gitáron éppúgy előadhatók klasszikus darabok, mint napjaink modern popzenéi, sőt a rock például elképzelhetetlen lenne e hangszer nélkül.
A gitárkészítés – bár napjainkban már tömeggyártásról beszélünk – megőrizte a kézműves hangszerkészítők hagyományait. A gitárok fejlődése napjainkban is tart, köszönhetően annak, hogy a zenészek és mérnökök egymással karöltve aknázzák ki a hangszer felépítésében rejlő lehetőségeket. Jó példa erre az elektromos gitárok megjelenésében úttörő szerepet vállaló Leo Fender, aki rádiómérnöki tudását kamatoztatva vett részt a mágneses hangszedő kifejlesztésében, illetve a zenész Les Paul, aki saját zenei elvárásainak megfelelően alakította ki hangszerét.

## Hangszertörténet
A szó szoros értelmében vett gitárok valamikor a 15. század után jelentek meg, de természetesen jóval korábban – már az ókorban is – léteztek a gitárhoz hasonló, vagy arra emlékeztető húros, pengetős hangszerek. A zavaros hangszerelnevezések és hiányos történelmi adatok azonban nehezítik az ennél régebbi ismeretek rendszerezését.

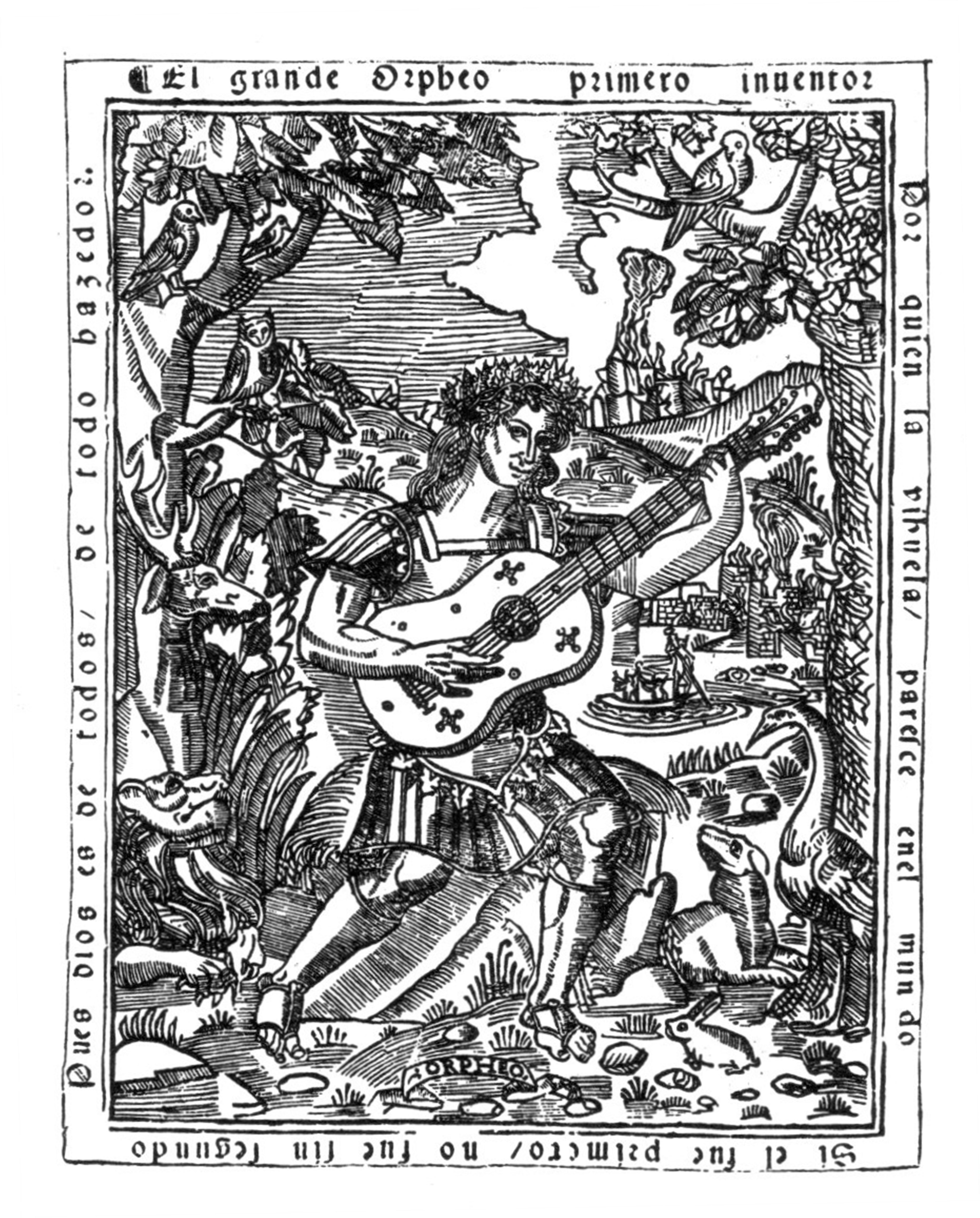

A legrégebbi fennmaradt gitár egy 1590 tájáról származó öt hangra hangolt, hangonként dupla húrozással ellátott hangszer, mely jelenleg a gyűjtő Robert Spencer tulajdonában áll. A gitár teste keskeny, hátlapja eredetileg lapos volt. A nyakat valamikor a történelem során levágták, a hangszer restaurátora utólag egy feltételezett hosszúságú nyakat illesztett a helyére, melyen 10 érintős fogólap található. Ez a hangszer feltételezhetően az első ránk maradt gitárnak nevezhető hangszer, felépítésében és díszítésében azonban rendkívül hasonlít egy 1581-ből származó portugál „gitárra”, melyet egy bizonyos Belchior Dias készített és jelenleg a londoni Royal College of Music gyűjteményében található.
A zeneszerető gazdagokra jellemző módon a gitárok kezdetben rendkívül díszes hangszertesttel rendelkeztek. A hanglyuk helyét például rozettás fafaragások töltötték be, a tetőn és a hátlapon pedig díszes festések, faragások, intarziák, bizonyos esetekben fémből készült motívumok kaptak helyet.
A hangszer méreteinek, hangolásának szabványosodása csak a 16. századtól indult meg, a nyomtatásban terjedő tabulatúrák korában. Ekkoriban a gitár négy „kórusos” volt, leggyakrabban három dupla és egy szimpla húrral volt felszerelve. A hangolás legtöbbször a tenorlant középső négy húrját követte, vagyis c – f – a – d'  volt. A század vége felé még egy mélyebb húrpárt kapott, és szokássá vált az összes húrt egy hanggal följebb hangolni. Ekkor alakult ki a napjainkban is használatos hangolás, hiszen az öt húr hangmagassága megegyezett a mai klasszikus hangolás felső öt húrjával, azaz: A – d – g – h – e' . A 18. század közepén kezdődött meg – először Spanyolországban – a hangszer hatodik húrpárral történő kiegészítése. A legmélyebb húr a mély E hangra lett hangolva. A század végétől kezdett elterjedni a dupla húrok helyett a szimpla húrozás. Ekkor jelentek meg a gitárra kevéssé hasonlító, inkább a hárfára emlékeztető lyragitárok, melyek már többnyire hat húrral készültek, de előfordultak több, akár kilenchúros, vagy hat dupla húrral rendelkező változatok is.
A 19. század közepe táján Antonio de Torres sevillai hangszerkészítő megnövelte a hangszer méreteit, tökéletesítette konstrukcióját, és az általa kifejlesztett gitártípus vált általánossá. A fémhúros, ma akusztikus gitárnak vagy folkgitárnak nevezett hangszer a 19. század végétől kezdve, a domború tetejű  archtop gitár a 20. század elején, az elektromos gitár az 1950-es években alakult ki.
 megjegyzés A gitárok történetével részletesen a klasszikus gitár szócikk foglalkozik.

## A hangszer felépítése

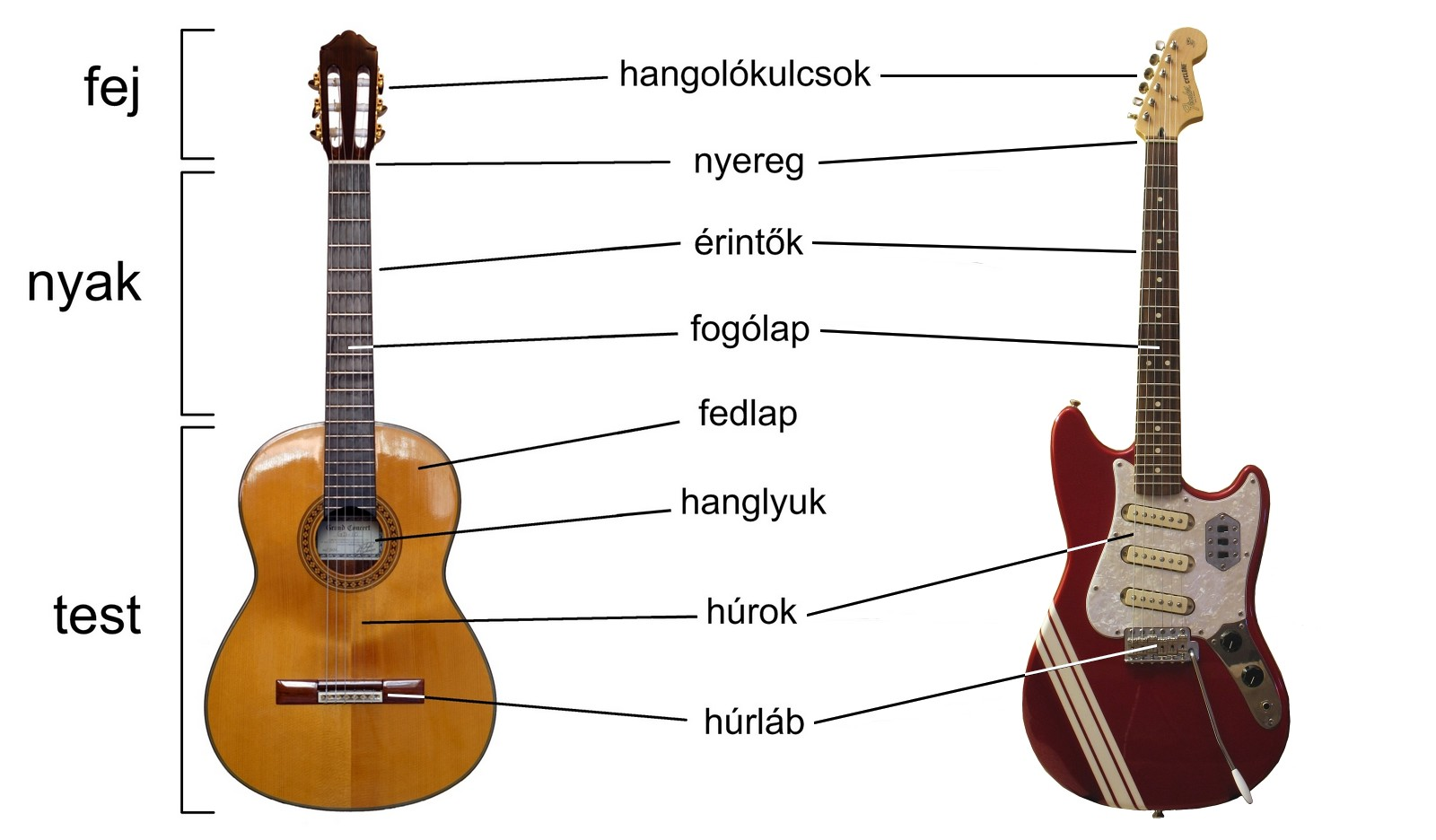
Egy klasszikus és egy elektromos gitár részei

Sokféle formájú, húrozású, működési elvű gitár létezik, de változatosságuk ellenére bizonyos vonásaikban megegyeznek. A gitár minden esetben rendelkezik egy hangszertesttel, valamint egy ebből kiinduló nyakkal aminek végén a hangszer feje található a hangolókulcsokkal. A gitár húrjai a nyereg és a húrláb között feszülnek, közel a nyakon végighúzódó fogólaphoz, melyen érintők sorakoznak.

### Fej

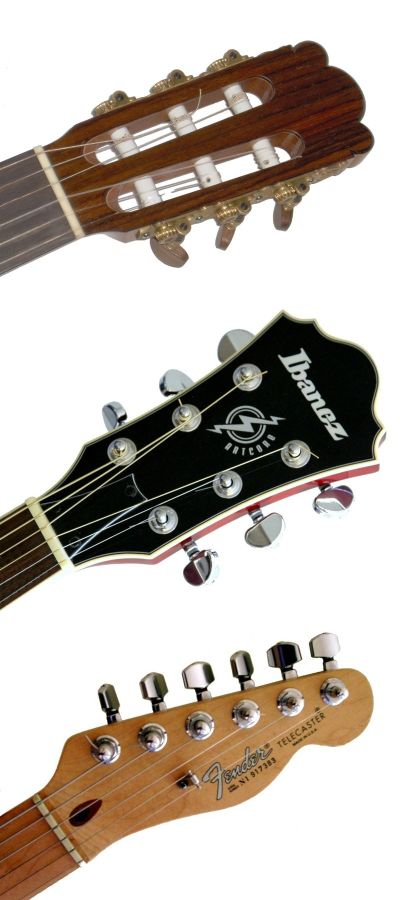
Egy klasszikus, egy fémhúros akusztikus és egy elektromos gitár feje

A gitár feje a nyak végén található, a hangolókulcsoknak és a húrvezető nyeregnek ad helyet. A húrok a nyergen áthaladva csavarodnak rá a kulcsokra, melyek segítségével szabályozható az egyes húrok feszessége, így a megpengetett hang magassága. A hangolókulcsok típusa és elrendezése a gitár fajtájától függően különbözhet. A hangolókulcsok elrendezését illetően beszélhetünk szimmetrikus (például a klasszikus, akusztikus gitárok többsége), és aszimmetrikus elrendezésről, attól függően, hogy a fejnek melyik oldalán hány-hány hangolókulcs található. Az általános elrendezés (hathúros gitár esetén) a 3+3-as, ahol mindkét oldalon 3-3 kulcs található. Elektromos gitárok és elektromos basszusgitároknál gyakrabban alkalmaznak aszimmetrikus elrendezést, amikor például minden kulcs egy oldalra kerül, vagy ritkább esetben előfordulnak 5+1-es változatok is. A fej iránya lehet a nyakhoz képest döntött, vagy egyenes. Egyenes fej esetében általában szükség van húrvezető alkalmazására, hogy a húrok egyenletes nyomást fejtsenek ki a felső nyeregre. A fej megdöntésével ez a probléma kiküszöbölhető, ezen kívül könnyebbé válik a nyakmerevítő pálcán történő állítás is, abban az esetben, ha az állító csavar a nyak tetején található.

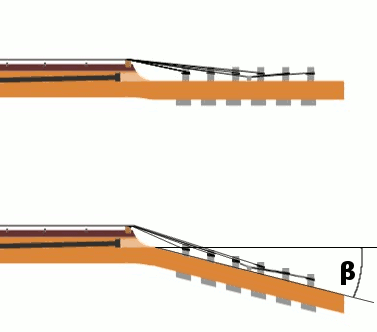
Egyenes és döntött fej

A felső nyereg a gitárnyak és a fej találkozásánál található. Elhelyezése – a húrlábbal egyetemben – a gitár skálahosszúságát (menzúra) határozza meg. Feladata, hogy stabilan egyenlő távolságra tartsa egymástól a húrokat, illetve hatással van a húrok és a fogólap távolságára is.
A nyereg anyaga sokféle lehet, és hangzás szempontjából főleg az üres húrok tónusára van hatással. A tartósság és merevség érdekében általában valamilyen kemény anyagból készülnek. Egy időben népszerű volt a csont, mely bár inkonzisztens (a húrok, vagy az egyes hangok másképp szólalhatnak meg rajta), mégis különleges rezonanciával gazdagítják a hangszer megszólalását. Fényes hangja miatt sokat használt anyag volt még a réz, de túlságosan igénybe vette a húrokat, és idővel hajlamos volt elgörbülni. Napjainkban főleg grafitot vagy valamilyen szintetikus anyagot használnak, melyek csökkentik a nyereg és a húrok közötti súrlódást, mégis erősek. Vannak speciális mechanikai megoldások is, például csapágyas, vagy görgős nyergek, melyeket főleg elektromos gitárokon alkalmaznak.

### Nyak
A gitár nyakának hangszerjátékos szempontjából legfontosabb funkciója, hogy rajta található a fogólap, aminek segítségével az egyes hangok megszólaltathatóak. A nyak – kialakítását tekintve – sok változó paraméterrel rendelkezik, melyek mindegyike hatással van a rajta történő játékra, vagy akár a megszólaltatott hang kitartására, hangszínére is. Utóbbi tulajdonságok főleg a használt faanyag típusától, illetve a nyak testhez történő rögzítési módjától függenek (lásd lejjebb).
Gitárnyak készítésére olyan faanyagot használnak, melynek jó a használat közbeni stabilitása, tehát sem a húrok feszítőereje, sem az idő múlása, az anyag öregedése, a klimatikus változások nem okoznak benne maradandó alakváltozást. Legalkalmasabb anyagok a cedrela, a mahagónifélék, a jávorfa. A deformáció megelőzése szempontjából fontos, hogy a faanyag rostlefutása hibátlan, a nyak hossztengelyével párhuzamos legyen. A nyak húrok felőli síkját borító, az érintőknek helyet adó fogólap anyaga a legkeményebb fák közül kerül ki, ébenfa vagy paliszander (rózsafa). Egyéb esetekben különleges, kemény lakkréteg védi a húrok, a körmök koptató hatásától. 

#### A nyak merevítése
A gitár húrjainak feszítettsége miatt a viszonylag vékony és hosszú nyak komoly statikai igénybevételnek van kitéve. A klasszikus gitár húrjai kb. 40 kilogramm súlynak megfelelő, a fémhúros gitároké majdnem kétszer ennyi, a 12 húros gitároké 100 kilogramm körüli terhelést képviselnek. Ez az erő a nyakat arra készteti, hogy íjszerűen meggörbüljön. A klasszikus gitár nyaka viszonylag vastag, a műanyag húrok húzóereje kisebb, így rendszerint a faanyag önmagában, megerősítés nélkül képes ezt az igénybevételt elviselni. Ezzel szemben a fémhúros gitárok feszítettsége nagyobb, ugyanakkor hagyományosan szűkebb húrkiosztással, karcsúbb nyakkal készülnek, emiatt a húrok terhelését itt valahogyan ellensúlyozni kell. Erre szolgál a nyakmerevítő pálca.
A nyakmerevítő pálca egy enyhén íves fémrúd, mely a hangszer nyakának belsejében fut végig. Feszességének állításával a húrok deformáló hatásával ellentétes hatást lehet elérni, így befolyásolható a nyak hosszanti görbülete. A nyakmerevítő pálca állítására szolgáló csavar vagy a nyak és a fej találkozási pontjánál van egy kis műanyag fedél alatt, vagy a nyak másik végén, a testhez való csatlakozásnál. Ez utóbbi esetben akusztikus gitároknál a hanglyukon benyúlva lehet azt állítani, tömör testű gitárok esetén viszont legtöbbször csak a nyak lecsavarozásával lehet hozzáférni.
Fontos tudni, hogy a nyakmerevítő pálca a nyak ideális görbületének beállítására szolgál, nem pedig arra, hogy a „nyomást”, vagyis a húroknak a fogólaptól való távolságát állítsuk vele. Ez utóbbit mindig a húrláb magasságának változtatásával kell szabályozni.

A merevítőpálca elhelyezkedése a nyakban

#### A nyak méretei

A nyak fontos méretei

A nyakra jellemző fontos tulajdonság a két végén mért vastagsága és szélessége, illetve a fogólap görbülete, vagy rádiusza. A rádiusz (az ábrán r) értelemszerűen a használt körív sugarát adja meg milliméterben (amerikai mértékrendszerben inchben szokás megadni). A klasszikus gitárok fogólapja szinte mindig sík, az ívelt profil elsősorban a fémhúros gitárokra jellemző. A nagyobb görbület főleg az akkordjátékhoz való, hiszen jobban illeszkedik a gitáros természetes kéztartásához, így az akkordfogások – ahol egyszerre több ujjat is használunk – kényelmesebbek, mint az egyenes fogólapok esetében. A laposabb érintőlap dallamjátékhoz, hajlításokhoz előnyös. Bizonyos gitároknál a fogólap rádiusza változik: a nyeregtől a magasabb fekvések irányába a nyak ellaposodik. A fogólap vastagsága (h1, h2) a húrok fogólaphoz képest megadott magasságára, a két végén mérhető szélesség (w1, w2) pedig a húrok széttartására van hatással.

#### Nyakrögzítési módszerek
A gitárnyak hangszertesthez rögzítésére alapvetően három módszert alkalmaznak:

##### Testen áthaladó nyak

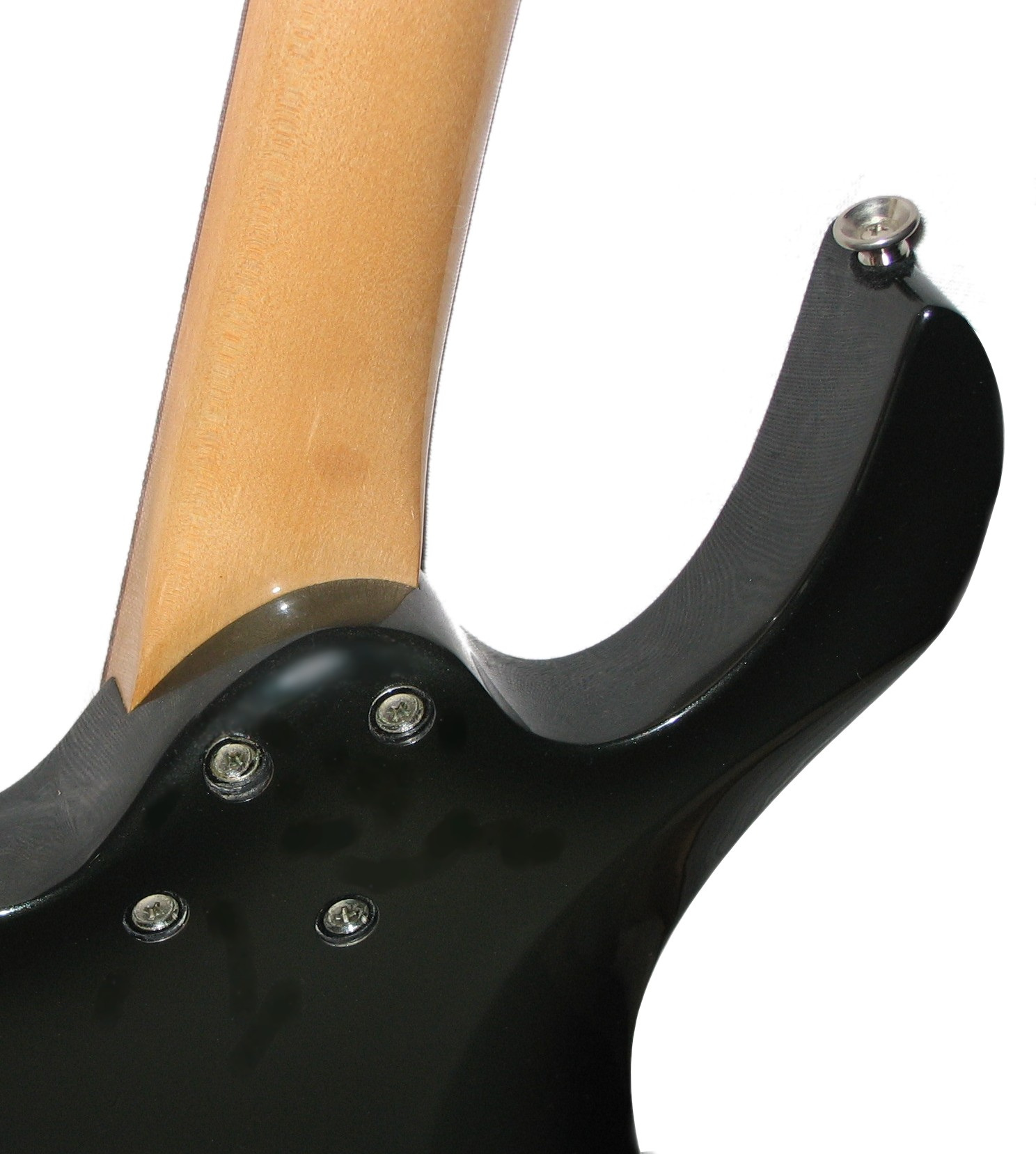
Csavarozott nyakrögzítés

A nyak faanyaga végighúzódik a gitár tömör testén, így a húrok mindkét vége ugyanahhoz a fához van rögzítve. Rendkívül stabil és tartós megoldás, ezen felül lehetőséget biztosít mély bevágások létrehozására. Az ilyen gitárok hangkitartása hosszú, rendkívül jó mély- és magasátvitellel rendelkeznek. A módszer hátránya, hogy a nyak eltávolítása nem lehetséges, így a karbantartás rendkívül nehézkes, valamint a gyártási költségek is magasabbra rúgnak.

##### Csavarozott nyak
A csavarozott (vagy bolt-on) nyak főleg az elektromos gitárok esetében használatos, hiszen már az első modellek – a Fender Broadcaster vagy Telecaster – is ilyen megoldással készültek, a tömeggyártás megkönnyítése végett. A módszer előnye az olcsó gyártáson túl például az egyszerű karbantartás is, hiszen a nyak könnyen cserélhető. Hátránya, hogy a rögzítési ponton stabilitási okokból vastagabb a nyak, így megnehezíti a magas fekvésekhez történő hozzáférést. Ezenkívül az ilyen nyakak mély- és magasátvitele is gyengébb, mint a testen átmenő nyaké.

##### Ragasztott nyak
A csavarozás mellett a másik gyakran használt rögzítési módszer, mikor a gitártestbe marnak egy mélyedést, melybe milliméteres pontossággal illeszkedik a nyak vége. A két elemet ezután tartósan összeragasztják. A módszer stabil nyakat eredményez, mely a testen átmenő megoldáshoz hasonlóan jó hangkitartást eredményez, és az illesztés jó kialakítása esetén a magas fekvésekhez is jó hozzáférést biztosít, viszont a karbantartás itt sem egy egyszerű feladat.

### Test

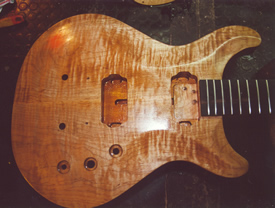
Egy tömörtestű elektromos gitár „lecsupaszított” teste

A hangszertest a gitárnak az a része, mely a leginkább eltérő az egyes gitárfajtáknál. Az egyes változatok szócikkeiben részletesen is tárgyaljuk a test felépítését, így ebben a szakaszban csak a legfontosabb tulajdonságok, illetve a fajtánkénti különbségek kerülnek megemlítésre.
A leghagyományosabb gitártest a klasszikus, akusztikus gitárokra jellemző. Ez a rezgőtest, mely a tető-, hát- és az oldallapokból áll össze. Az ezeken a felületeken, elsősorban a tetőn létrejövő hajlítási hullámok sugározzák a térbe a gitár hangját. Belső térfogata üregrezonátorként működik, melynek nyílását a tetőn lévő kerek hanglyuk alkotja, ez szintén részt vesz a gitárhang megformálásában.
- megjegyzés: Bővebben lásd a klasszikus gitár szócikkben!

Egy másik megoldás fémből készült rezonátor alkalmazása, amely a nevét viselő rezonátoros gitároknál használatos. A lényege, hogy a húrok egy vagy több, fémből készült tányért hoznak rezgésbe, melyek rendkívül érdekes, fémes hangszínt adnak a hangszernek.
Az elektromos hangszedővel ellátott gitárok teste lehet tömör (solidbody) vagy féltömör (semi-solidbody). Utóbbi esetében a hangképzésben sokkal inkább részt vesz maga a hangszertest is, mint a teljesen tömör testű gitárok esetében.
- megjegyzés: Bővebben lásd az elektromos gitár szócikkben!

### Húrozás

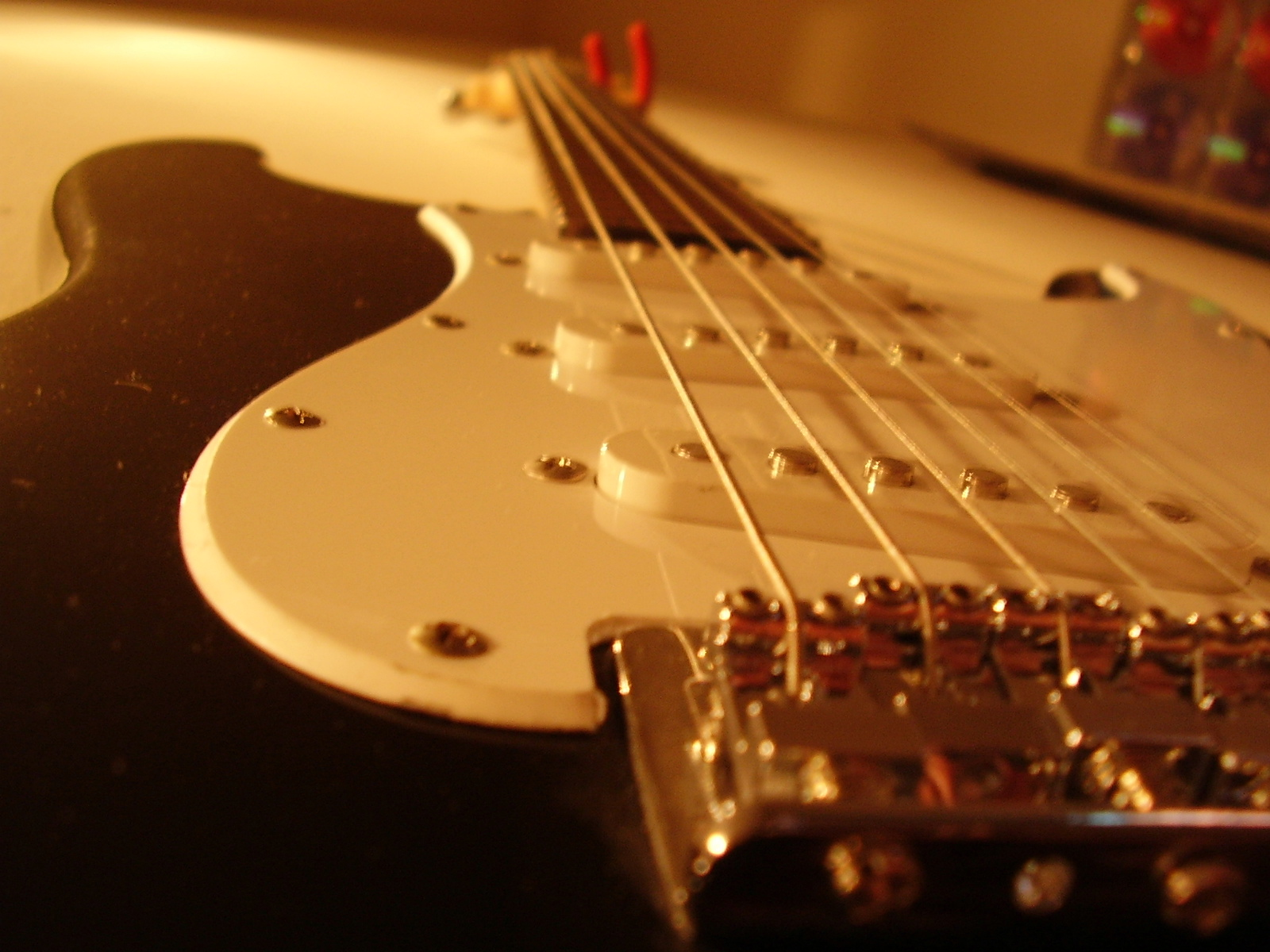
Húrok egy elektromos gitáron

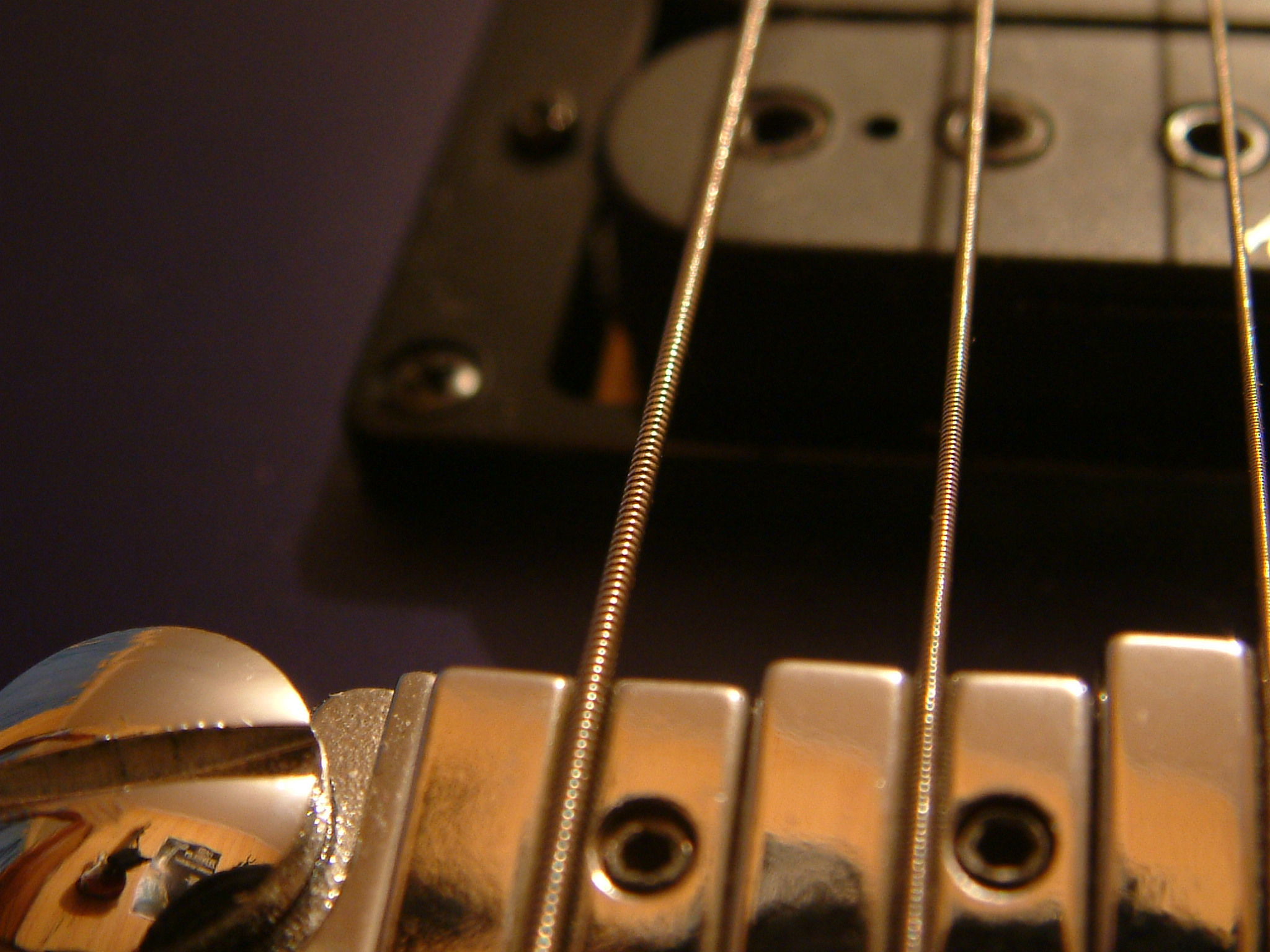
Húrok a húrlábnál

A gitár húrjainak rezgetésével érjük el, hogy a hangszer megszólaljon. A gitárhúrok fizikai rezgése alapvetően kétféle módon kelthet hanghatást: tisztán akusztikus, vagy elektromos erősítéssel. Az akusztikus módszert alkalmazó gitároknál is többféle módszer lehetséges. A klasszikus és folkgitároknál a fából készült rezgőtest bonyolult kialakítása végzi a tisztán akusztikai hangerő növelést, míg például a rezonátoros gitároknál egy fémből készült alkatrész, az úgynevezett rezonátor veszi át a húrok rezgését.
Az elektromos gitárok esetében egy elektromágnesesség elvén alapuló eszköz, az úgynevezett hangszedő segítségével történik a húrok rezgésének elektromos jellé alakítása. A hangszedőknek rengeteg fajtája létezik, mind más és más tulajdonságokkal, így az egyes típusok között jelentős hangszín- és hangerőbeli különbségek vannak. Az elektromágneses hangszedők két típusúak lehetnek: egytekercsesek (single-coil), illetve ikertekercsesek (humbucker). Előbbi fényesebb hanggal rendelkezik, de az egyetlen tekercselés miatt hajlamos a gerjedésre. Az ikertekercses hangszedőknél ez a probléma már nem áll fenn.

#### A húrok anyaga
A gitár húrjai – a játék közbeni elhelyezkedést véve – fentről lefelé haladva egyre vékonyabbak. Gitárhúrnak régen bélhúrokat vagy selyemhúrokat használtak. Napjainkban az akusztikus gitárok húrjai fémből, a klasszikuséi műanyagból, illetve fémszállal befont műanyagból vannak. Az elektromos és basszusgitárok többségén acélhúrok vannak, mivel a dinamikus hangszedők csak ezeket érzékelik. Léteznek balkezes gitárok balkezes gitárosok számára.

#### A húrok hangolása
A gitár alapvető hangolása E-A-d-g-h-e'. Ebben az esetben az első tizenkét érintő az alábbi hangokat jelenti:
```
 e|--F---F#--G---G#--A---A#--H---C---C#--D---D#--E---|
 h|--C---C#--D---D#--E---F---F#--G---G#--A---A#--H---|
 G|--G#--A---A#--H---C---C#--D---D#--E---F---F#--G---|
 D|--D#--E---F---F#--G---G#--A---A#--H---C---C#--D---|
 A|--A#--H---C---C#--D---D#--E---F---F#--G---G#--A---|
 E|--F---F#--G---G#--A---A#--H---C---C#--D---D#--E---|
 0.  1.  2.  3.  4.  5.  6.  7.  8.  9.  10. 11. 12. érintő
```

A különféle zenei stílusokban sok ettől eltérő hangolást alkalmaznak. Az alábbi táblázatban látható néhány példa a gyakoribbak közül.
| E-A-d-f#-h-e' | a reneszánsz lanttal azonos hangolás                                           |
| D-A-d-g-a-d'  | a kelta zenében használatos hangolás                                           |
| D-G-d-g-h-d'  | blues stílusban és slide-gitárral                                              |
| D-A-d-f#-a-d' | blues és folk stílusban                                                        |
| E-H-e-g#-h-e' | az előző hangolás egy hanggal feljebb                                          |
| C-G-c-g-c'-e' | country blues és modern akusztikus hangolás                                    |
| D-A-d-g-h-e'  | klasszikus, folk, metal és alternatív zenei stílusokban                        |
| E-A-d-g-c'-f' | tiszta kvart hangolás, a negyedik és ötödik húr között is kvart a hangtávolság |
| C-G-d-a-e'-h' | tiszta kvint hangolás, mint a mandolin vagy a hegedű hangolása                 |
| C-G-d-a-e'-g' | Robert Fripp által kidolgozott új hangolás                                     |

## Gitárfajták

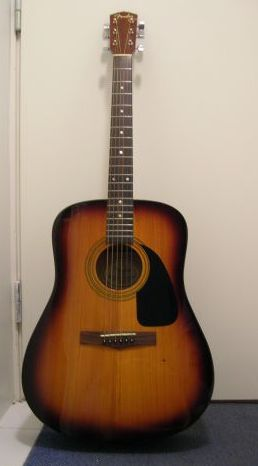
Akusztikus gitár
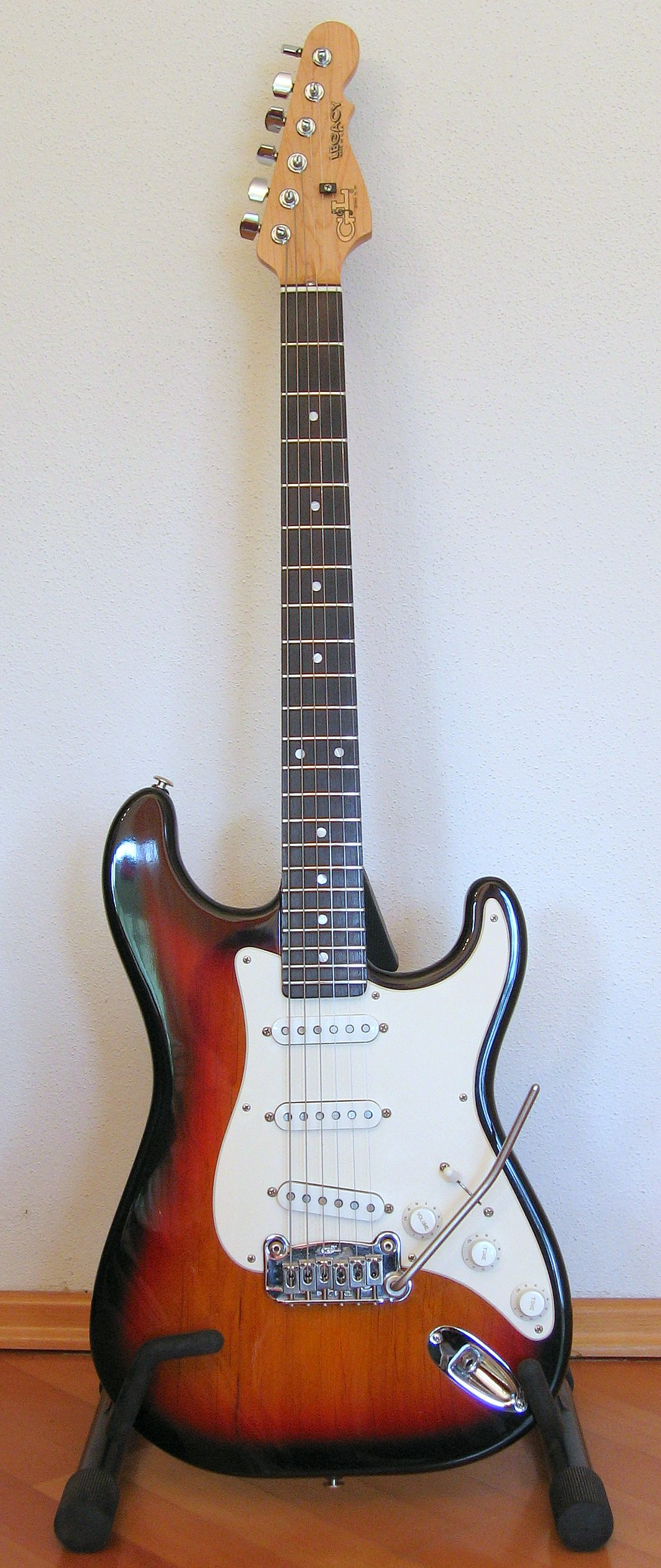
Elektromos gitár
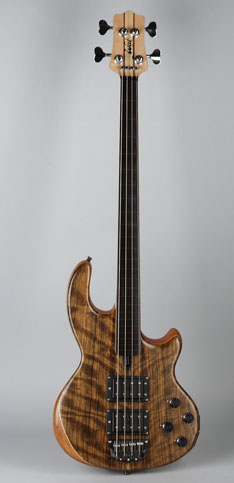
Elektromos basszusgitár
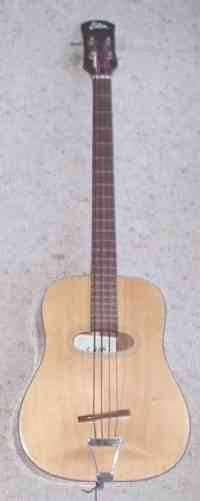
Akusztikus basszusgitár

### Akusztikus gitárok
A gitárok közül az akusztikus gitárok jelentek meg a legkorábban, hiszen a hagyományos értelemben vett akusztikus hangszer nem tartalmaz semmilyen elektronikát. Az akusztikus gitárok legfontosabb tulajdonsága, hogy a hangképzésben csak az üreges rezgőtest vesz részt (kivétel az elektro-akusztikus hangszerek). Mára az akusztikus gitárokat is több csoportba soroljuk: a legrégebbi hagyományokkal rendelkező akusztikus gitár nem más, mint a klasszikus gitár, melynek jellemzői a klasszikus, nyolcas alakú hangszertest, a kerek hanglyuk, és a modern akusztikus gitároknál szélesebb nyak.
Az akusztikus gitárok felépítésüket tekintve lehetnek sík vagy domború fedlaposak. A sík fedlappal rendelkező hangszerek a hagyományosak, így készülnek mind a klasszikus nylonhúros, mind pedig a fémhúros folkgitárok. A domború fedlap később terjedt el, tervezésekor a hangerő növelése volt a cél.

### Elektromos gitár
Egy olyan gitártípus, ahol a pengetett hang megszólaltatása egy elektromos eszköz, a hangszedő segítségével történik. Az elektromos gitár feltalálása, azaz már az 1950-es évek eleje óta szinte minden könnyűzenei együttes elengedhetetlen hangszere. Elterjedése nagyban hozzájárult a rockkultúra kialakulásához, így napjainkra az egyik legnépszerűbb hangszerré vált. Megjelenését követően indult el az a mozgalom, aminek köszönhetően a zenekritikusok egyre komolyabban vették a „könnyű” zenét, és felfigyeltek rá, hogy a klasszikus zene korszaka után is létrehozhatóak maradandó értékű zeneművek. Mára az elektromos gitár betört szinte minden műfajba – átlépve a rock határain, megjelenik a popzenétől egész a dzsesszig szinte mindenütt.

### Basszusgitár
A basszusgitár egyaránt lehet akusztikus és elektromos hangszedővel szerelt. Az akusztikus modellek külsőleg hasonlítanak a klasszikus akusztikus gitárra, míg az elektromos basszusgitárok az elektromos szólógitárra emlékeztetnek azzal a különbséggel, hogy hosszabb nyakkal, kevesebb és vastagabb húrokkal rendelkeznek. A basszusgitárok hangolása megegyezik a hagyományos gitárokéval, de egy oktávval mélyebb. A basszusgitár az 1950-es években váltotta fel a nagybőgőt. A legtöbb műfajban a ritmusszekcióhoz tartozik, de a dzsessz és funk stílusokban szólózásra is használják. Meghatározó szerepe miatt az elektromos gitárokhoz hasonlóan szinte az összes könnyűzenei műfaj elengedhetetlen szereplője.

### Különleges gitárok

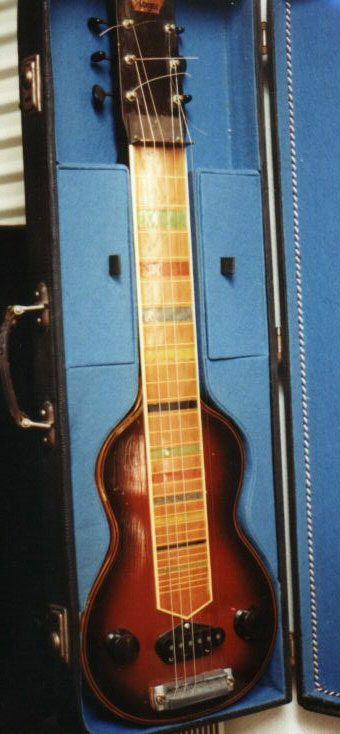
Steelgitár
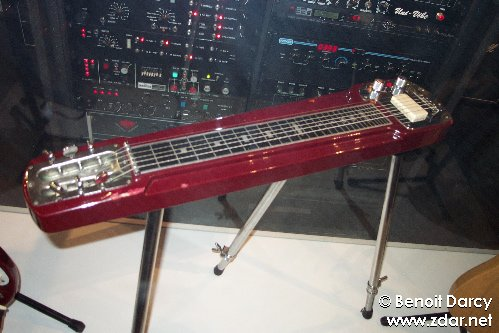
Lap steel gitár
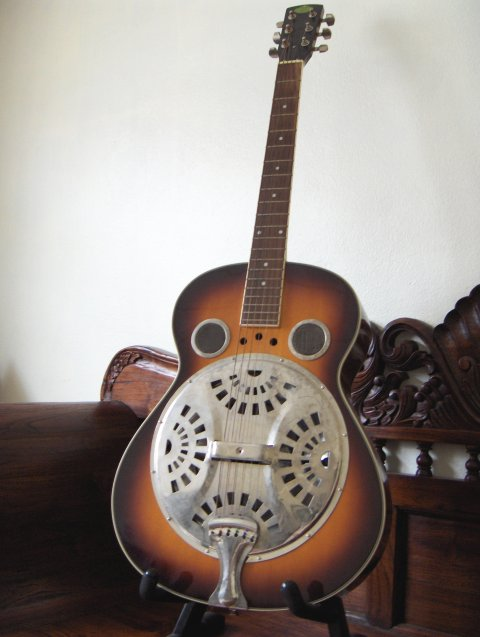
Rezonátoros gitár

#### Rezonátoros gitár

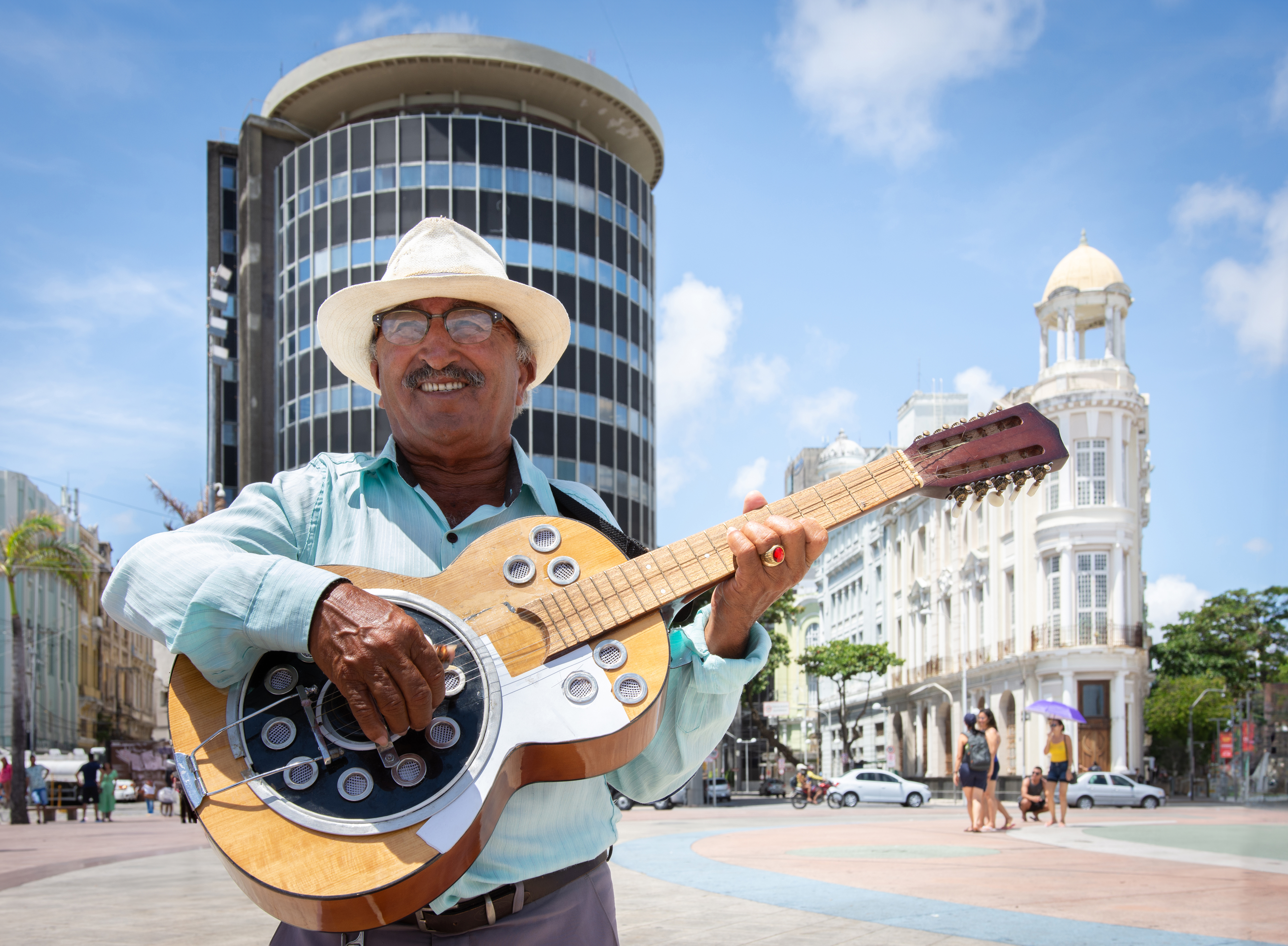
Brazil népzene rezonátoros gitárral, Recife

A rezonátoros gitár testformáját tekintve leginkább egy akusztikus gitárhoz hasonlít. Lényege, hogy a rezgőtestben fémből készült úgynevezett rezonátort alkalmaznak a hangszer hangerejének növelésére. Az ilyen gitárok megjelenése az 1920-as évekre tehető, amikor a gitárosoknak már nem volt elegendő az akusztikus gitárok rezgőteste által lehetővé tett hangerő, mivel az együttesben játszó többi hangszer elnyomta a gitárhangot.

#### Warr-gitár
A Warr-gitár egy 10, 12, 15 vagy ritkán több húros érintőgitár. Mark Warr, főleg gitár, illetve más húros hangszerek készítésével foglalkozó művész fejlesztette ki. Lényege, hogy pengetés helyett csak a húrok érintésével, finom ütögetéssel szólaltatjuk meg az egyes hangokat. A rajta való játékhoz csak egy ujjra van szükség egy hang megszólaltatásához – szemben a hagyományos gitárral, ahol kettőre: egy ujj a hang lefogásához, egy pedig a húr pengetéséhez. Így a két kéz minden ujját egyszerre lehet használni játékkor. Ez lehetővé teszi több mint egy szólam játszását egyidejűleg, vagy lehetőséget ad arra, hogy megosszuk a játékot a két kéz ujjai között.